# Catocala hulsti
Catocala hulsti är en fjärilsart som beskrevs av Reiff. Catocala hulsti ingår i släktet Catocala och familjen nattflyn. Inga underarter finns listade i Catalogue of Life.